# Hard Knock Life (Ghetto Anthem)
"Hard Knock Life (Ghetto Anthem)" é um single do terceiro álbum do rapper Jay-Z, Vol. 2... Hard Knock Life. A canção usa um sample do musical da Broadway Annie. A canção foi produzida por The 45 King e na época de seu lançamento foi o single de maior sucesso comercial de Jay-Z. A Recording Industry Association of America o certificou como single de ouro em Março de 1999. Em adição, Hard Knock Life foi nomeada para Melhor Performance Solo de Rap na 41ª edição dos Grammy Awards em 1999.
Foi eleita o número 11 na lista das 100 Maiores Canções do Hip Hop da VH1.
"Hard Knock Life" foi o primeiro single de Jay-Z a atingir o sucesso fora dos Estados Unidos, chegando ao top 10 em vários países. Comercialmente, seu maior sucesso veio no Reino Unido, onde atingiu o número #2 em Dezembro de 1998.

## Posições nas paradas

### Melhores posições
| Parada (1998-1999)                                | Maior posição |
| ------------------------------------------------- | ------------- |
| Austrália (ARIA)                                  | 31            |
| Austria (Ö3 Austria Top 40)                       | 14            |
| Bélgica (Ultratop 50)                             | 11            |
| Canadá (RPM)                                      | 19            |
| Dinamarca (Tracklisten)                           | 6             |
| França (SNEP)                                     | 21            |
| Irlanda (IRMA)                                    | 9             |
| Holanda (Dutch Top 40)                            | 6             |
| Nova Zelândia (RIANZ)                             | 10            |
| Noruega (VG-lista)                                | 4             |
| Suécia (Sverigetopplistan)                        | 6             |
| Suíça (Schweizer Hitparade)                       | 7             |
| Reino Unido (The Official Charts Company)         | 2             |
| E.U.A. Billboard Hot 100                          | 15            |
| E.U.A. Billboard Hot R&B/Hip-Hop Singles & Tracks | 10            |
| E.U.A. Billboard Hot Rap Singles                  | 2             |

### Paradas de fim de ano
| Parada de fim de ano (1998) | Posição |
| --------------------------- | ------- |
| E.U.A. Billboard Hot 100    | 89      |

## Lista de faixas do single

### CD Britânico
1. "Hard Knock Life (Ghetto Anthem) (Radio Edit)"
2. "Can't Knock The Hustle (Fools Paradise Remix)"
3. "Hard Knock Life (Ghetto Anthem) (Album Version)"

### Vinil

#### Lado-A
1. "Hard Knock Life (Ghetto Anthem) (Single Version Clean)"
2. "Hard Knock Life (Ghetto Anthem) (LP Version)"

#### Lado-B
1. "Hard Knock Life (Ghetto Anthem) (Instrumental)"